# Чёрные люди
Чёрные люди (или чернь), чёрные тяглые люди, государевы крестьяне — термин, которым русские источники XIV—XVII веков обозначали черносошных крестьян. 
Относились к тягловому населению, и именовались на Руси (России) — поселяне.

## История
Немецкий историк Йорг Лойшнер, исследовавший понятие «чернь» по Новгородской летописи, установил, что впервые этот термин появляется под 1204 годом при описании событий в Византии.
В 1259 году термин «чернь» было применён к новгородцам, не пожелавшим «дать число татарам».
К чёрным людям относились все жители посада, которые уплачивали государственные налоги. Кроме чёрных людей в древнерусском посаде жили и «беломостцы», которые находились в зависимости от феодалов и не платили государственных налогов. С развитием дифференциации посадского населения по имущественному принципу и появлением привилегированного слоя «лучших людей», термин «чёрные люди» в XVI—XVII веках стал применяться в основном к ремесленникам и мелким торговцам.
В княжеских грамотах (жалованных, духовных, докончальных и других) чёрными людьми назывались те, кто «тянет» к сотникам: «А то земли великого князя …становые, а дань, господине, давали, и во все потуги с нами тянули». Чёрные крестьяне — тяглецы были главными плательщики налогов и повинностей государства. Помимо общекрестьянских налогов XV века (дани, посохи, городового дела и яма), чёрные люди несли также повинности в пользу князя (например, кошение сена).